# مناظره‌کنندگان بزرگ
مناظره‌کنندگان بزرگ (به انگلیسی: The Great Debaters) دومین فیلم به کارگردانی دنزل واشینگتن و ساختهٔ سال ۲۰۰۷ میلادی است.

## داستان
داستان فیلم پیرامون ماجرای یک گروه مناظره‌کنندهٔ کالج وایلی در سال ۱۹۳۵ شکل می‌گیرد که یک مؤسسهٔ آموزشی سیاه‌پوستان در مارشال است. ملوین تولسن (با بازی دنزل واشنگتن) سرپرست این گروه است؛ شخصیتی نیکوکار، نترس و خودرأی که فعالیت‌های تُند سیاسی نیز دارد. گروه مناظره‌های نفس‌گیری با تیم‌های مناظره‌کنندهٔ دانشگاه‌های دیگر برگزار می‌کند و در این مسیر توجه بیننده را به سمت مشکلات، تبعیض‌ها و ظلم‌ها علیه سیاه‌پوستان در آن دوره جلب می‌کند. اوج این مناظره‌ها مناظره‌ای با تیم دانشگاه هاروارد با موضوع «نافرمانی مدنی مسالمت‌آمیز درمقابل حاکمیت قانون» است.

## بازیگران
- دنزل واشینگتن
- فارست ویتاکر
- نیت پارکر
- جرنی اسمالت
- دنزل ویتاکر
- جان هرد
- کیمبرلی الیز
- جینا راوه‌را
- فرانک ال. ریدلی